# Antologia
Antologia este un dublu album al cântărețului Al Bano publicat în anul 1974.
Albumul conține două discuri: primul conține pe partea A arii din opere de Giacomo Puccini, Gaetano Donizetti, Ruggiero Leoncavallo, Umberto Giordano și Pietro Mascagni prelucrate în stil modern dar păstrând la bază partitura clasică. Partea B conține piese în dialectul salentin din Salento, regiunea din care provine Al Bano. Al doilea disc este împărțit în partea A cu vechi hituri (inclusiv La strada- single-ul de debut publicat în 1965 doar pe vinil 45 rpm) și partea B cu șase cântece pop inedite: printre acestea In controluce prezentată la Festivalul Sanremo 1974.

## Track list LP 1
1. Addio alla madre  (Pietro Mascagni, Giovanni Targioni-Tozzetti, Guido Menasci - Arie din opera "Cavaleria rusticană")
2. E lucevan le stelle  (Giacomo Puccini, Giuseppe Giacosa, Luigi Illica - Arie din opera Tosca)
3. Una furtiva lagrima  (Gaetano Donizetti, Felice Romani - Arie din opera L'elisir d'amore)
4. Un dì all'azzurro spazio  (Umberto Giordano, Luigi Illica - Arie din opera "Andrea Chénier")
5. Siciliana  (Pietro Mascagni, Giovanni Targioni-Tozzetti, Guido Menasci - Arie din opera Cavaleria rusticană)
6. Vesti la giubba  (Ruggero Leoncavallo - Arie din opera Paiațe)
7. La zappa picca pane pappa  (Albano Carrisi, Romina Power)
8. Simpatia te core  (Albano Carrisi)
9. Aria te sciroccu  (Albano Carrisi, Westerbeeck)
10. Mieru mieru  (Albano Carrisi)
11. Lu pulice  (Albano Carrisi, Detto Mariano)

## Track list LP 2
1. La strada (che mi conduce a te)  (Mogol, Pitney)
2. Io di notte  (Albano Carrisi, Alessandro Colombini)
3. Caro caro amore  (Conz, Giuseppe Massara, Vito Pallavicini)
4. Nel sole  (Albano Carrisi, Giuseppe Massara, Vito Pallavicini)
5. Quel poco che ho  (Luciano Beretta, Albano Carrisi, Detto Mariano)
6. Il ragazzo che sorride  (Mikis Theodorakis, Vito Pallavicini)
7. La canzone di Maria  (Bruno Lauzi, Maurizio Fabrizio)
8. Risveglio  (Albano Carrisi)
9. Storia di noi due  (Albano Carrisi)
10. Notti di seta  (Gino Mescoli, Vito Pallavicini)
11. Febbre  (Luigi Albertelli, Maurizio Fabrizio)
12. In controluce  (Albano Carrisi, Paolo Limiti)